# Kokry centre
Kokry Centre est le Chef lieu de la Commune Rurale de Kokry une commune du Mali, dans le cercle de Macina et la région de Ségou.